# Стелла Маріс (монастир)
Монастир «Стелла Маріс» (лат. Monasterium «Stella Maris», івр. מנזר סטלה מאריס), Монастир Богоматері гори Кармель (фр. Notre Dame de Carmel, Notre Dame du Mont Carmel) — католицький монастир «Ордена братів босих Пресвятої Діви Марії з гори Кармель» (кармелітів) XIX століття, розташований на схилах гори Кармель у місті Хайфа (Ізраїль).

## Історія
Заснований монастир кармелітів був в XI столітті. У XII ст., в період панування в регіоні хрестоносців, коли групи релігійних пустельників почали заселяти печеру пророка Ілії. У 1209 р. їх лідер і пріор (позначений в статуті лише як «Брат Б» — хоча іноді робляться твердження, що це був святий Брокард або св. Бертольд) попросив Патріарха Єрусалимського й Папського легата Святого Альберта забезпечити групу письмовим статутом чернечого життя. Це був вихідний акт ордена, який прийняв найменування «Орден братів Богоматері гори Кармель» або кармеліти. Ораторій був присвячений Діві Марії в її аспекті Богоматері (лат. Stella Maris). Остаточно статут і основні положення ордену кармелітів сформувалися до кінця 1240-х років, після завершення формування монашої спільноти та монастиря у відвойованій Хайфі під час третього хрестового походу.
Починаючи з 1238 р. і надалі орден кармелітів почав засновувати будинки по всій Європі. У 1254 р. в кінці 7-го хрестового походу в Святу землю, Людовик IX взяв з собою до Франції шістьох кармелітів. У 1263 р. на місці, де зараз знаходиться межі «Французького Кармелю», виріс монастир, що проіснував 28 років: коли в 1291 р. Сент Жан д'Акр упав, монастирські монахи були змушені мамлюками покинути обжиті місця, піти через Атліт в Європу.
У 1631 р. уклавши особливий договір з правителем мавшим владу над Кармелем, «боса гілка» ордену повернулася в Святу Землю, ведена преподобним о. Проспером. Він організував будівництво маленького монастиря на мисі гори Кармель, біля маяка. Монастир стали називати в народі як «монастир Проспера». Монахи жили там до 1761 р., коли Дахір аль-Омар, у той період практично незалежний правитель Галілеї, наказав їм звільнити земельну ділянку та ліквідувати монастир.
Тоді Орден перебрався на нинішнє місце, тобто прямо над гротом, де за переданням мешкав пророк Ілля. Тут, протягом семи років (1767—1774 рр.), член Ордену чернець Джамбатіста Касіні побудував велику церкву й монастир, у першу чергу очистивши ділянку від руїн середньовічної грецької церкви, відомої під назвою «Абатство Св. Маргарити», і каплиці споруджену біля 450 р., залишки чого збереглися з часів Візантійської імперії. Будівництво було закінчено в 1795 р. й обитель отримала назву «Нотр Дам де Кармель».

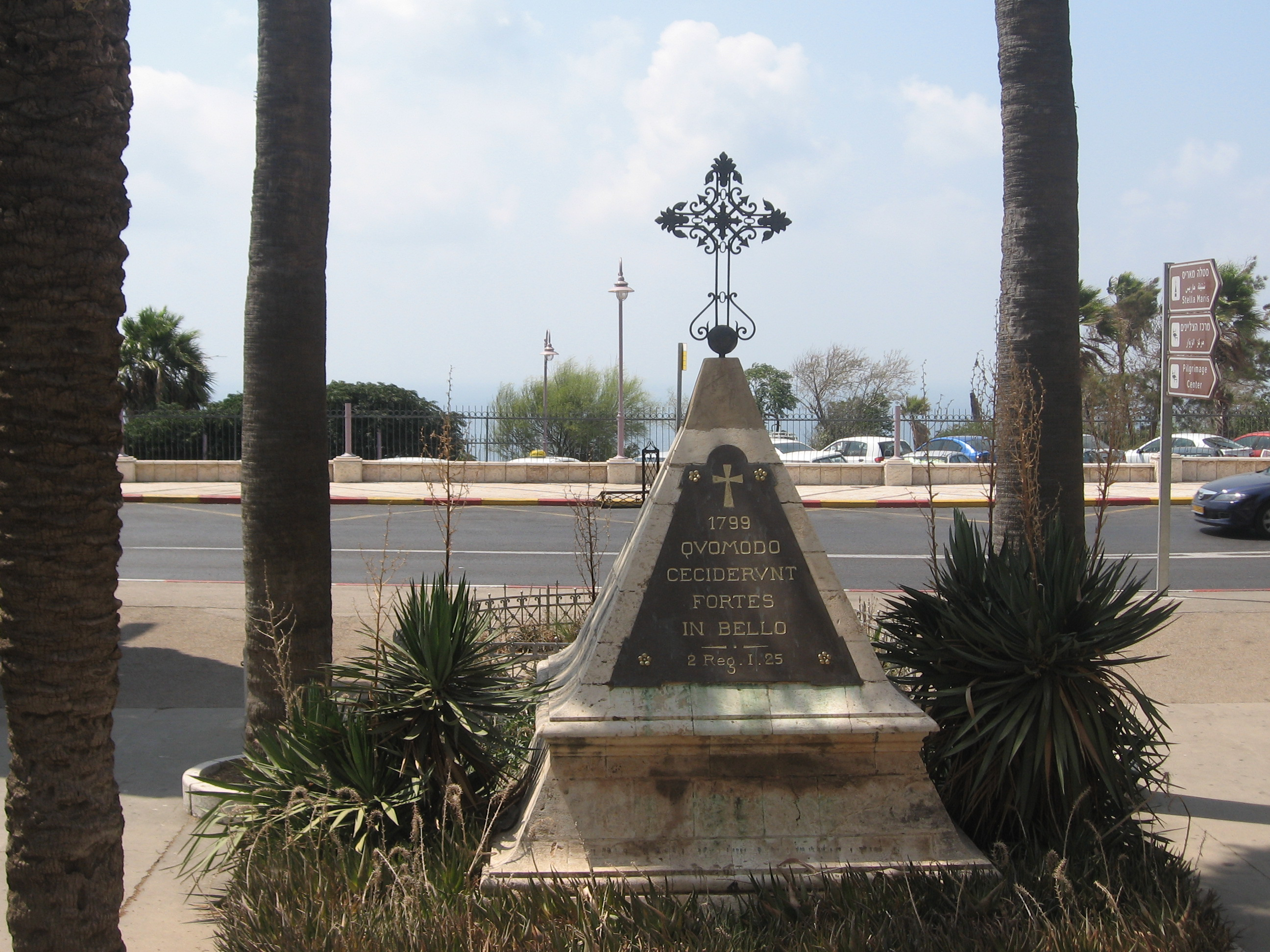
Монумент солдатам Наполеона

Ця нова церква була серйозно пошкоджена під час Наполеонівської кампанії 1799 року. У монастирі були розміщені хворі і поранені французькі солдати. Коли, зазнавши поразки під стінами м. Ако, Наполеон відступив, солдати в результаті жорстокої різанини були перебиті турками, які розграбували й зруйнували монастир та вигнали монахів. Вигнані ченці були змушені покинути Святу землю і виїхати в Європу.
У 1804 р. вони відправили в Святу землю для з'ясування обстановки священика Юліуса. Священик насамперед перепоховав останки наполеонівських солдатів і поставив над братською могилою (віднайдено 15 останків з 300 загиблих солдатів) невеликий пам'ятник-піраміду, що й нині можна бачити перед входом до цього монастиря. Дізнавшись про це, намісник турецького султана в м. Ако наказав підірвати все, що залишилося від колишнього монастиря та запобігти поверненню католицьких ченців.
У 1821 р. Абдала Паша з Акри видав «височайший указ» повністю знищити руїни церкви, щоб вони не могли служити фортом його ворогам під час атакування м. Єрусалиму. Будівельні матеріали із залишків цього монастиря були використані для побудови літнього палацу Абдали Паші та маяка, які в 1831 р. були продані ордену кармелітів. Оскільки від 1827 р. монастир відбудовували (4-й раз за рахунком). Відбудування було завершено в 1853 р..

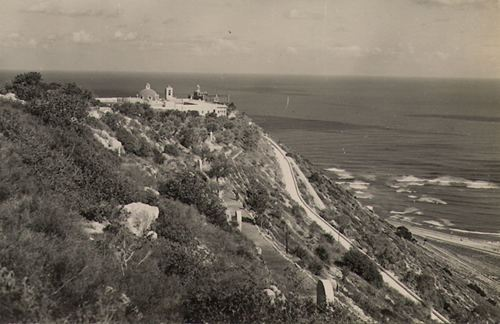
Монастир кармелітів у 1890 р.

Нинішня церква і монастир, побудовані згідно з розпорядженнями Д. Касіні після того, як члени Ордена домоглися офіційного дозволу на повернення своїх земель, почали функціонувати в 1836 р.. У 1839 р. Григорій XVI надав церкві найменування малої базиліки, і тепер вона відома як «Стела Маріс» (від «Ave maris stella»), що означає «Зірка Моря» (до того була назва «Монастир отців кармелітів, на горі Кармель»). Протягом більшої частини XX ст. вона була зайнята армією — спочатку британською, а потім ізраїльською, але після закінчення терміну оренди знову була передана Ордену.

## Кармелітський центр
Монастир служить для всього світу центром кармелітської духовності. Головною частиною монастирського комплексу є собор, який отримав від римського папи почесне звання «Церкви-матері» й статус світового центру кармелітського ордену. Під час спорудження церкви ченці піддавалися атакам з боку своїх сусідів і повинні були захищати свою власність та гостей церкви. З цієї причини перший поверх церкви побудований з товстих стін з невеликою кількістю маленьких отворів, закритих ґратами. Прямо над вхідними дверима поставлений символ Ордену.
При каплиці св. Терези Авільської знаходяться поховання.
Головна церква монастиря нагадує фігуру хреста. Архітектура краса собору відрізняється чіткістю й строгістю ліній, що не мають, на відміну від інших католицьких храмів, архітектурних надмірностей. Прекрасні вітражі Бельї; крита стеля залу декорована яскравими малюнками, заснованими на мотивах зі Старого та Нового заповітів: Ілля підноситься до небес, Давид перебирає струни своєї арфи, пророк Ісайя, Святе сімейство і чотири євангелісти. По периметру чудового плафона купола Луїджі Поджі написані латинські тексти біблійних текстів. Їм же розписана і вівтарна частина, в якій стоїть вирізана з ліванського кедра витончена фігура Діви Марії, що тримає Ісуса Христа на своїх колінах, з теракотовою головою, виліпленою Коронтою. Статуя називається «Наша пані Кармель». Вважається, що саме тут, в ніші печери, відпочивала Мадонна з немовлям на руках по дорозі з Єгипту в рідне м. Назарет.
Сходинки платформи ведуть до видовбаної печери, в якій поверх статуї Іллі був побудований кам'яний вівтар. Нові рельєфи, присвячені кармелітським персонажам, споруджені у всіх чотирьох кутах центральної зали. У західної стіни церкви розташований великий орган, на якому грають під час релігійних церемоній та спеціальних концертів, присвячених церковній музиці.
Крім собору, в монастирі є ряд служб, навчальних і житлових приміщень, прекрасна бібліотека і музей зі знахідками, виявленими на місці монастиря візантійського періоду, де за часів хрестоносців була фортеця тамплієрів святої Маргарити.
На чолі монастирської громади, що складається з 10 ченців, людей високої культури, знають мінімум по 5-6 мов, знаходиться вікарій, який призначається Ватиканом і підкоряється безпосередньо Папі Римському. Цей монастир є орденським центром, сюди для навчання й стажування приїжджають монахи з усіх країн світу, і на постійних семінарах одноразово проходять курс від 15 до 22 слухачів. Ченцям, крім повсякденної монастирської роботи, ставиться в обов'язки проведення паломницьких й туристичних екскурсій по собору і території, читання лекцій та семінарів з історії та мистецтва учням шкіл м. Хайфи.
Одяг членів ордена досить скромний: темно-коричнева сутана, з-під якої визирає біла смужка комірця. Це повсякденне вбрання, різко відрізняється від парадного, розшитого золотом й дорогоцінним камінням, яке демонструють почесним відвідувачам і надівається в особливо урочистих випадках.
Монастирське життя не вимагає від ченців занадто жорстких обмежень. Єдине, що повинно виконуватися неухильно, — дотримання обітниці безшлюбності.

## Галерея

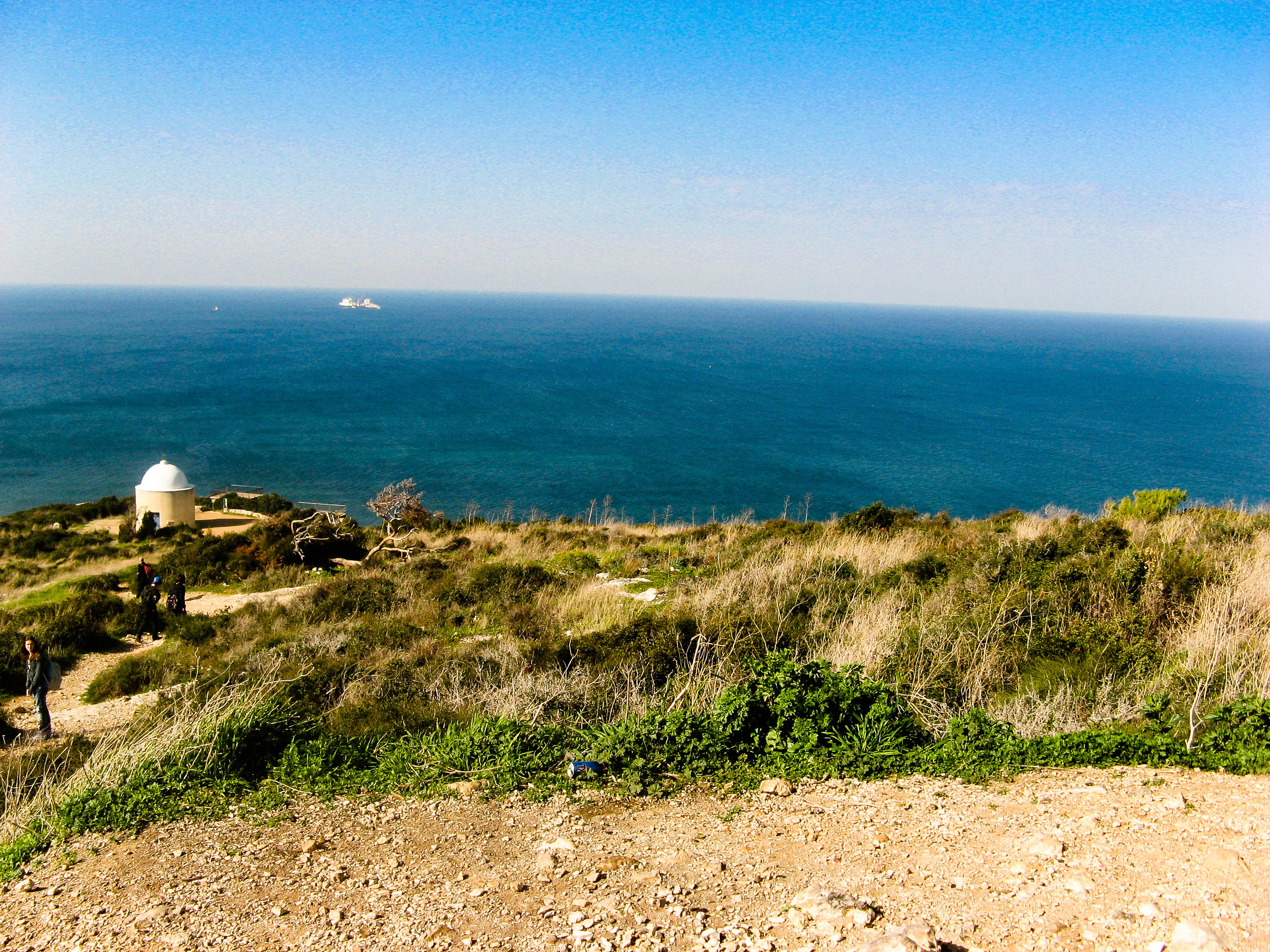
Вид із монастиря
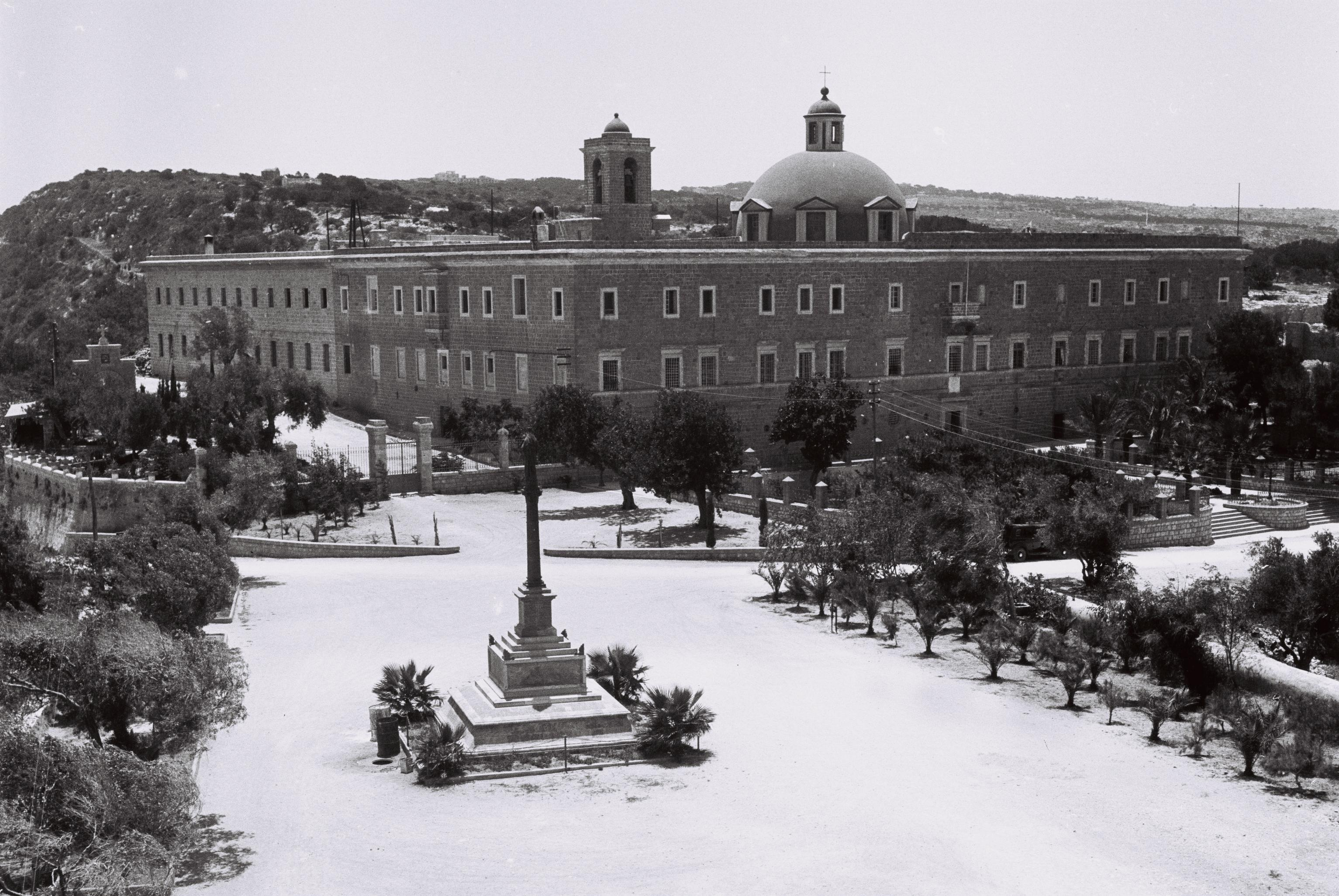
Вигляд монастиря у 1934 р.
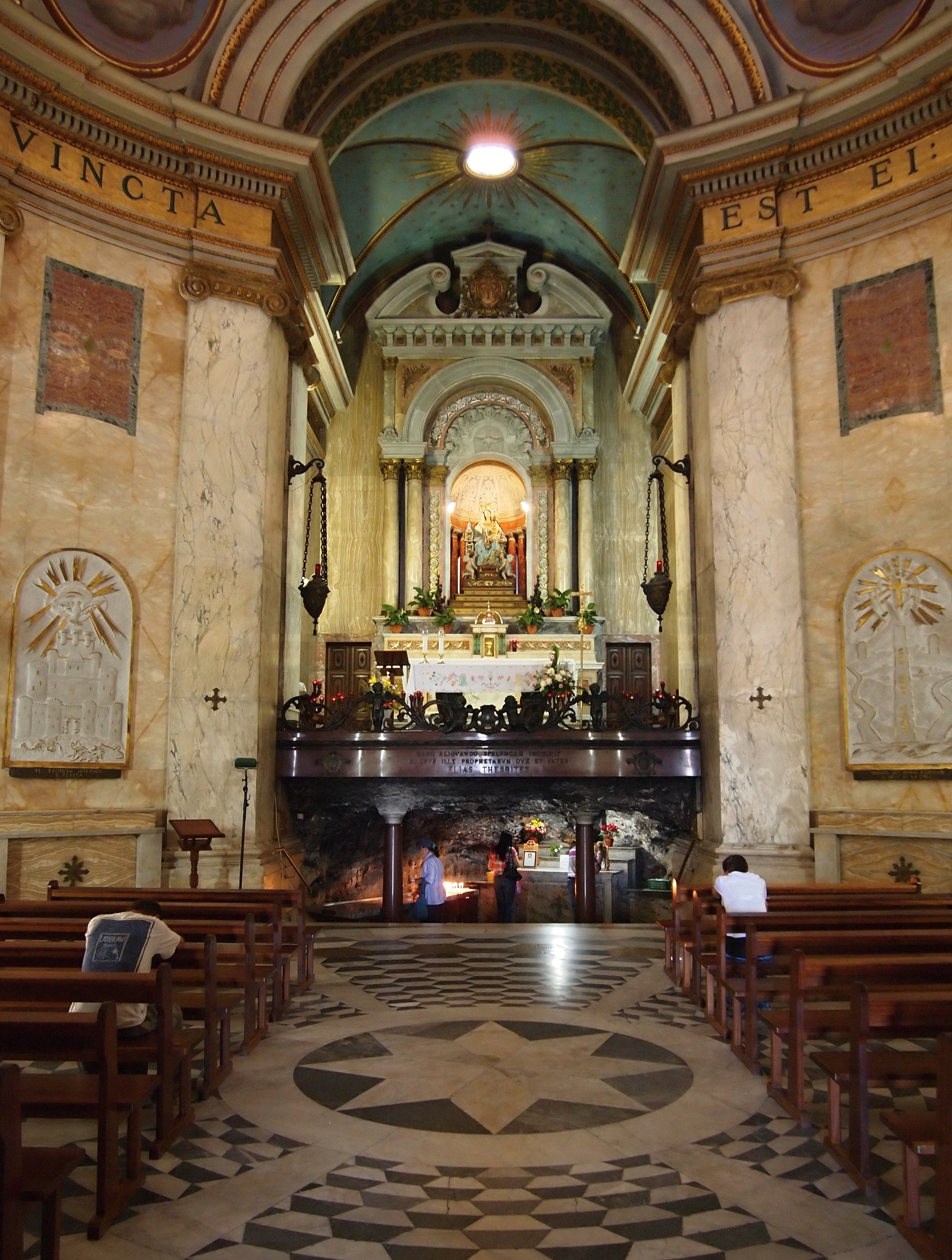
Інтер'єр церкви «Стела Маріс»
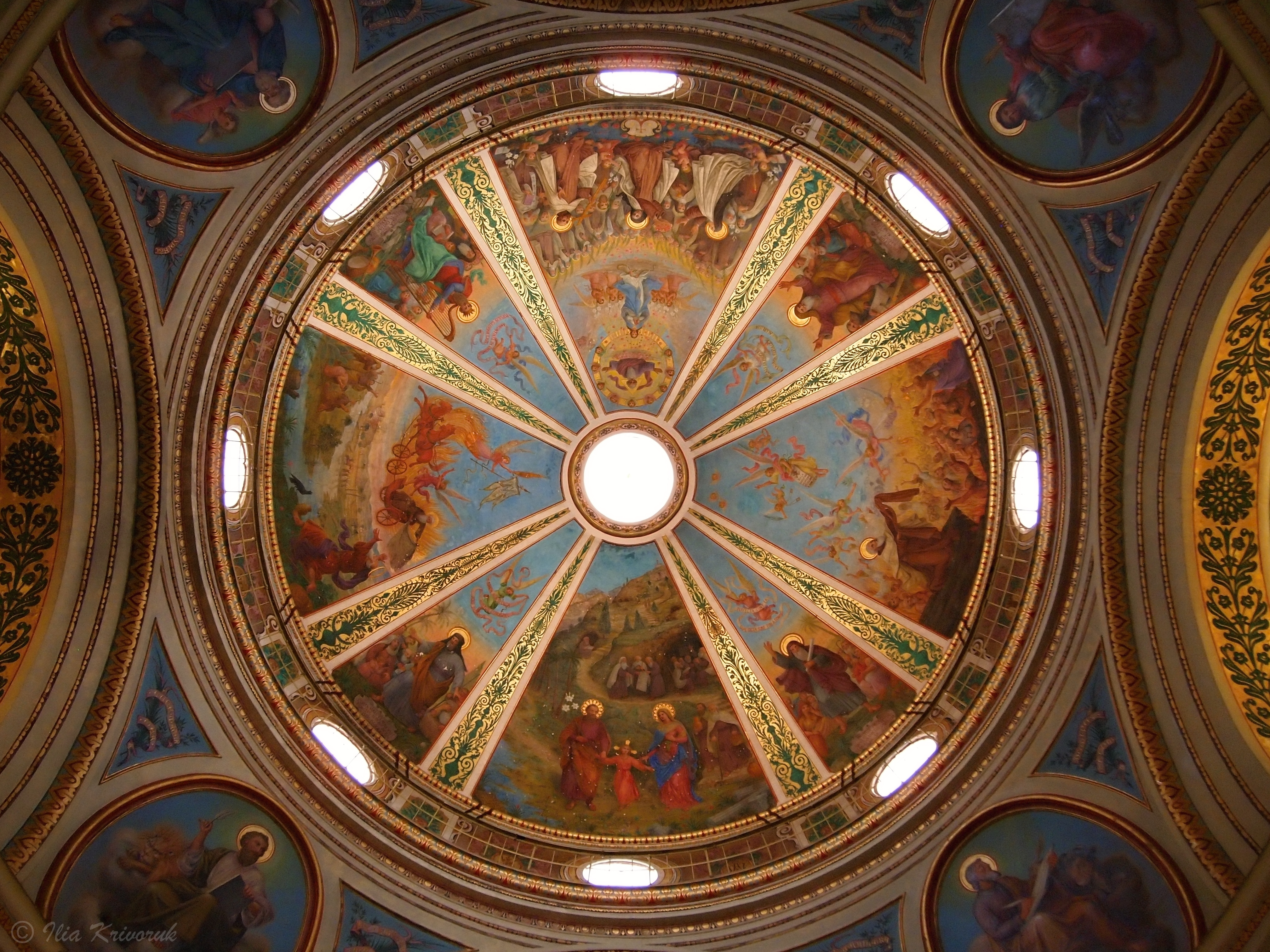
Баня церкви «Стела Маріс»
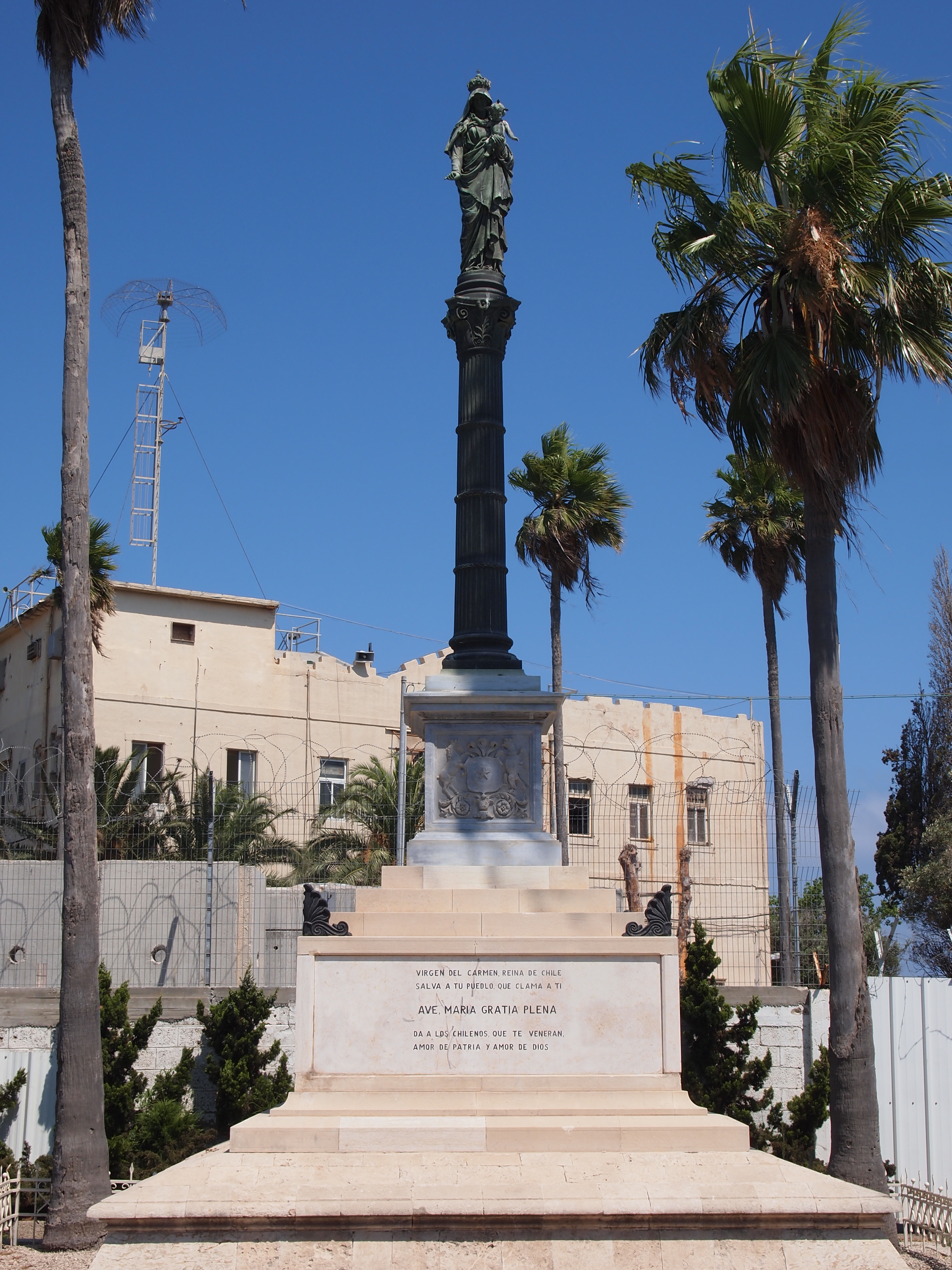
Монумент «Стела Маріс» і маяк на задньому плані
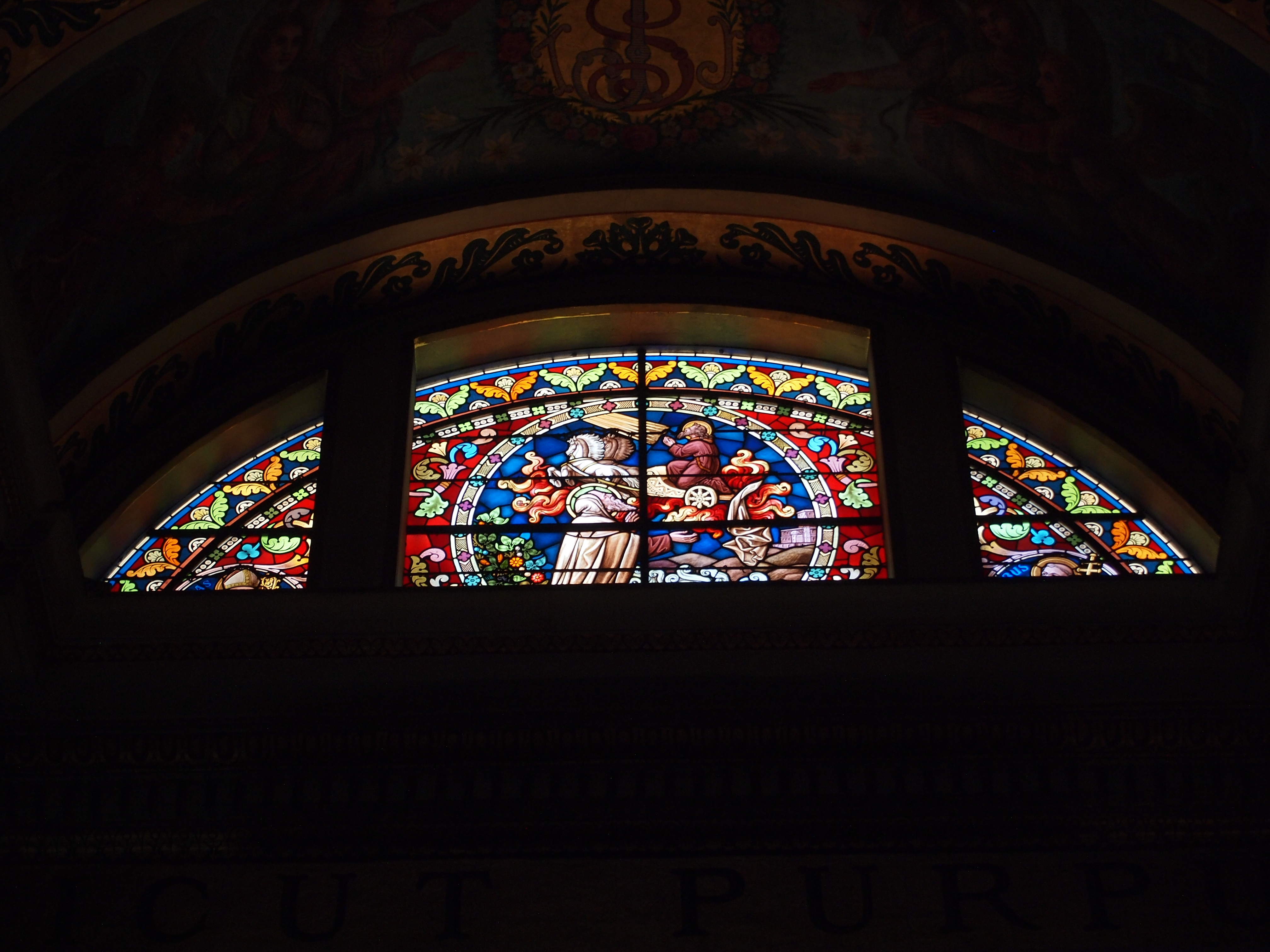
Вітражні вікна, зображуючі пророка Іллю